# Rally Vasco Navarro de 2003
El Rally Vasco Navarro de 2003, oficialmente 31.º Rally Vasco Navarro, fue la trigésimo primera edición y la octava ronda de la temporada 2003 del Campeonato de España de Rally. Se celebró del 4 al 5 de octubre y contó con un itinerario de diez tramos que sumaban un total de 150 km cronometrados. Fue también puntuable para la Copa Clio, la Copa Saxo y la Súper Copa Fiat Punto.
Pese a no haber acudido a esta cita Miguel Ángel Fuster se proclamó campeón de España matemáticamente ya que su inmediato rival Sergio Vallejo solo pudo ser tercero. Enrique Ojeda fue el ganador de la prueba acompañado en el podio por Joan Vinyes y el propio Vallejo. En un principio Dani Sordo fue tercero pero luego sería descalificado por irregularidades en el catalizador de su Mitsubishi.

## Itinerario
| Día   | Tramo | Nombre         | Distancia | Hora  |
| ----- | ----- | -------------- | --------- | ----- |
| Día 1 | TC1   | Gaintza 1      | 12.30 km  | 08:43 |
| Día 1 | TC2   | Zerain 1       | 27.63 km  | 09:14 |
| Día 1 | TC3   | Gaintza 2      | 12.30 km  | 11:49 |
| Día 1 | TC4   | Zerain 2       | 27.63 km  | 12:20 |
| Día 1 | TC5   | Guembe 1       | 11.81 km  | 15:10 |
| Día 1 | TC6   | Guirguillano 1 | 17.67 km  | 15:33 |
| Día 1 | TC7   | Lekunberri 1   | 5.67 km   | 16:43 |
| Día 1 | TC8   | Guembe 2       | 11.81 km  | 18:16 |
| Día 1 | TC9   | Guirguillano 2 | 17.67 km  | 18:39 |
| Día 1 | TC10  | Lekunberri 2   | 5.67 km   | 19:49 |

## Clasificación final

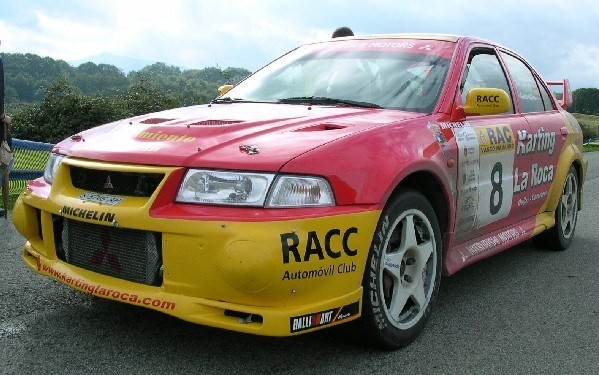
Dani Sordo fue tercero inicialmente, pero luego sería descalificado por una irregularidad.

| Pos. | Piloto               | Copiloto          | Automóvil                  | Tiempo    | Diferencia |
| ---- | -------------------- | ----------------- | -------------------------- | --------- | ---------- |
| 1.   | Enrique García Ojeda | Raquel Fernández  | Peugeot 206 S1600          | 1:36:23.0 | 0.0        |
| 2.   | Joan Vinyes          | Xavier Lorza      | Peugeot 206 S1600          | 1:36:31.7 | +8.7       |
| 3.   | Sergio Vallejo       | Diego Vallejo     | Fiat Punto S1600           | 1:38:11.3 | +1:48.3    |
| 4.   | Xavier Pons          | Oriol Julià       | Mitsubishi Lancer Evo VIII | 1:38:12.5 | +1:49.5    |
| 5.   | Santi Concepción     | César Cruz        | Mitsubishi Lancer Evo VI   | 1:38:20.4 | +1:57.4    |
| 6.   | «Rantur»             | Roberto González  | Citroën Saxo Kit Car       | 1:39:44.9 | +3:21.9    |
| 7.   | Eloy Entrecanales    | José Manuel Cobo  | Fiat Punto S1600           | 1:40:19.4 | +3:56.4    |
| 8.   | Sergio López-Fombona | Carlos del Barrio | Citroën Saxo Kit Car       | 1:41:11.0 | +4:48.0    |
| 9.   | Javier Azcona        | Eduardo Urdiroz   | Renault Clio Sport         | 1:44:10.6 | +7:47.6    |
| 10.  | Amador Vidal         | Francisco Lema    | Peugeot 206 XS             | 1:44:21.5 | +7:58.5    |